# Jean-Jacques Barthélemy
Jean-Jacques Barthélemy (Cassis, Provenza, 20 de enero de 1716-París, 30 de abril de 1795) fue un lingüista, orientalista, arqueólogo y escritor francés.

## Biografía
Pasó su infancia en Aubagne, tuvo dos hermanas y un hermano, y quedó huérfano de madre a los cuatro años. Estudió en el jansenista Colegio del Oratorio de Marsella. Como el obispo rechazaba a los jansenistas, para seguir su carrera eclesiástica tuvo que estudiar teología con los jesuitas y luego en el seminario de Marsella y descubrió su facilidad para los idiomas; llegó a ser abate; pero, sintiendo que carecía de vocación religiosa y rechazando los enredos teológicos, marchó a París en 1744 con una carta de presentación para Claude Gros de Boze, secretario perpetuo de la Academia de Inscripciones y Bellas Letras y Custodio de la Real Colección de Medallas. 
Este lo tomó como ayudante y lo sucedió en el cargo en 1753; se mantuvo en él hasta la Revolución francesa, y consiguió duplicar el número de piezas de la colección. Frecuentó el salón de madame du Deffand. En 1755 acompañó al embajador francés, el conde de Stainville (más tarde duque de Choiseul) a Italia, donde pasó tres años en estudios e investigaciones arqueológicas. En junio de 1755 fue elegido miembro de la Royal Society de Londres. En 1789, tras la publicación de su famosa novela arqueológica Voyage du Jeune Anacarsis en Grèce dans le milieu du siècle IV.e, fue elegido miembro de la Academia Francesa. Además fue miembro correspondiente de las academias de Madrid, Cortona, Pésaro, Hesse y Marsella.
Sin embargo, durante el Terror jacobino, Barthélemy fue detenido (septiembre de 1793) por parecer aristócrata, y estuvo en prisión durante unos días. El Comité de Salud Pública, sin embargo, fue informado por la duquesa de Choiseul (de la que el pobre Jean-Jacques estaba castamente enamorado en silencio) y se dieron órdenes para su liberación inmediata. Un poco para desagraviarlo, fue nombrado en ese mismo año Conservador del Gabinete de Antigüedades de la Biblioteca Nacional, puesto que rechazó, aunque retomó sus funciones como Custodio de la ahora Nacional Colección de Medallas, que cuidó de aumentar de nuevo con más valiosas piezas. En 1794 recibió una pensión de la Convención. Sin embargo, fue despojado de su fortuna por la Revolución y murió en la pobreza antes de que pudiera recuperarla.

## Obras

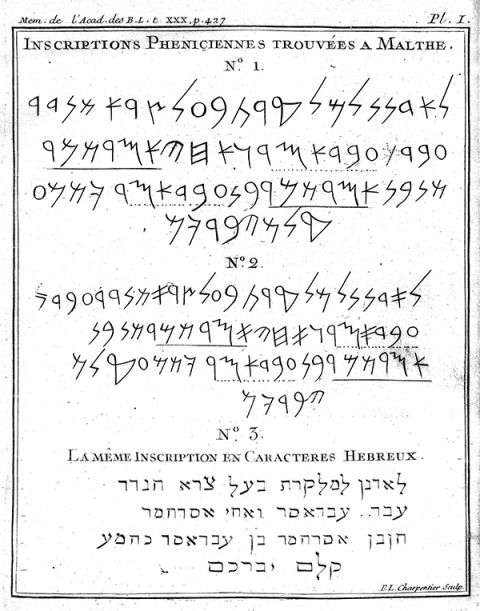
Jean-Jacques Barthélemy, «Réflexions sur quelques monumens phéniciens et sur les alphabets qui en résultent», Mémoires de l’Académie des Belles Lettres, t. XXX, 1758, I

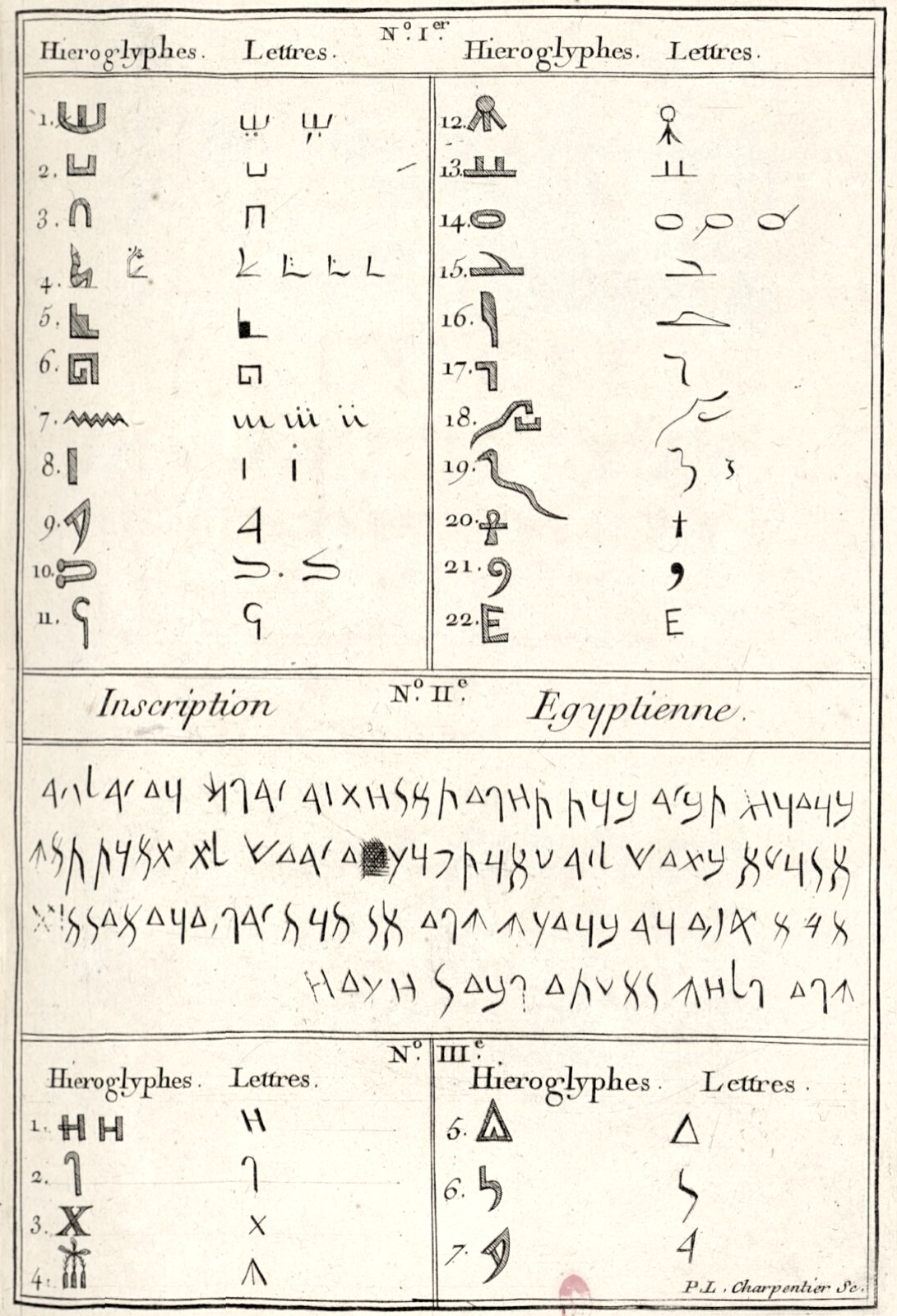
Anne Claude de Caylus y Jean-Jacques Barthélemy identificaron este alfabeto cursivo no jeroglífico como derivado gráficamente de la escritura egipcia en Recueil d'antiquités égyptiennes, 1752.

Barthélemy hizo contribuciones notables a la literatura, a la filología y a la arqueología. Escribió varios trabajos técnicos sobre esta última materia (por ejemplo, una Historia por medallas de los reyes de Tracia y del Bósforo), pero su fama se funda en la novela Voyage du jeune Anacharsis en Grèce, dans le milieu du quatrième siècle avant l'ère vulgaire / Viaje del joven Anacarsis a Grecia, a mediados del siglo cuarto antes de Cristo (1788), un relato que le costó treinta años de esfuerzos escribir y donde vertió el fruto de sus estudios e investigaciones arqueológicas. En él aprovechó además para describir las leyes, el gobierno, la religión, la filosofía, el arte y las antigüedades de la antigua Grecia, con lo que reavivó el filohelenismo francés de la época y el interés del naciente romanticismo decimonónico por la cultura griega, aunque algunas de sus afirmaciones han sido refutadas desde entonces, y proporcionó una lectura adecuada para generaciones de escolares franceses: fue uno de los libros más leídos en Francia en el siglo XIX, y también uno de los más traducidos (más de doscientas ediciones y traducciones en tres siglos). Al español lo fue en 1811 por Ignacio Pablo Sandino de Castro, en Mallorca.
El héroe, un joven escita descendiente del famoso filósofo Anacarsis, uno de los Siete sabios de Grecia marcha a Grecia para instruirse en su primera juventud, y tras hacer el viaje de sus repúblicas, colonias e islas, vuelve a su país natal y escribe en su vejez este libro, tras la conquista por Alejandro Magno del Imperio Persa. A la manera de los viajeros modernos, da cuenta de las costumbres, el gobierno y las antigüedades del país que se supone ha visitado. Escribió además Les Amours de Caryte et de Polydore / Amores de Caritea y Polidoro y diversas Disertaciones compuestas para ser leídas en la Academia de Inscripciones.
Los méritos de Barthelémy como filólogo estriban en haber sido el primero en descifrar con éxito antiguas lenguas orientales ya extintas. Primero fue el dialecto palmireno del arameo, el llamado alfabeto de Palmira (1754), y luego el alfabeto fenicio (1758). 
Sus cartas al conde de Caylus fueron publicadas por Antoine Serieys como Un voyage en Italie (1801), y sus cartas a Madame du Deffand en la Correspondance complète de Mme du Deffand avec la duquesa de Choiseul, L'abbe Barthélemy et M. Craufurt (1866), editado por el Marqués de Sainte-Aulaire. Asimismo escribió una autobiografía: Mémoires sur la vie de l'abbé Bartolomé, écrits par lui-même (1824). Sus Oeuvres complètes / Obras completas, 4 vols., fueron editadas en 1821 por Villenave.

## Ediciones
Obras principales
- Les Amours de Carite et Polydore, novela traducida del griego, 1760
- Voyage du jeune Anacharsis en Grèce, dans le milieu du quatrième siècle avant l'ère vulgaire, 4 vols., 1788. Muy numerosas reediciones.Texto en línea en francés
- Abrégé de l'histoire grecque depuis les temps les plus anciens jusqu'à la prise d'Athènes, en 404 avant Jésus-Christ, 1790
- Voyage en Italie, impreso desde sus cartas originales escritas al conde de Caylus, 1801
- La Guerre des puces, ou la Chanteloupée, poema en tres cantos, 1829 Texto francés en línea

Disertaciones y memorias
- Réflexions sur l'alphabet et la langue de Palmyre, 1754.
- «Réflexions sur quelques monumens phéniciens et sur les alphabets qui en résultent», Mémoires de l’Académie des Belles Lettres, t. XXX, 1758.
- Explication de la mosaïque de Palestine, 1760
- Entretiens sur l'état de la musique grecque vers le milieu du IVe siècle avant l'ère vulgaire, 1777 Texto francés en línea
- Dissertation sur une ancienne inscription grecque relative aux finances des Athéniens, 1792
- Mémoires sur la vie et quelques-uns des ouvrages de Jean-Jacques Barthélemy, écrits par lui-même en 1792 et 1793, 1798

Colecciones de sus obras
- Œuvres diverses, publicadas en 4 vols. por Guillaume de Sainte-Croix, París: H.-J. Jansen, 1798
- Œuvres complètes, publicadas en 5 vols. por Mathieu-Guillaume-Thérèse Villenave, París: A. Belin, 1821-1822 Texto francés en línea, I II III IV

## Alfabeto fenicio

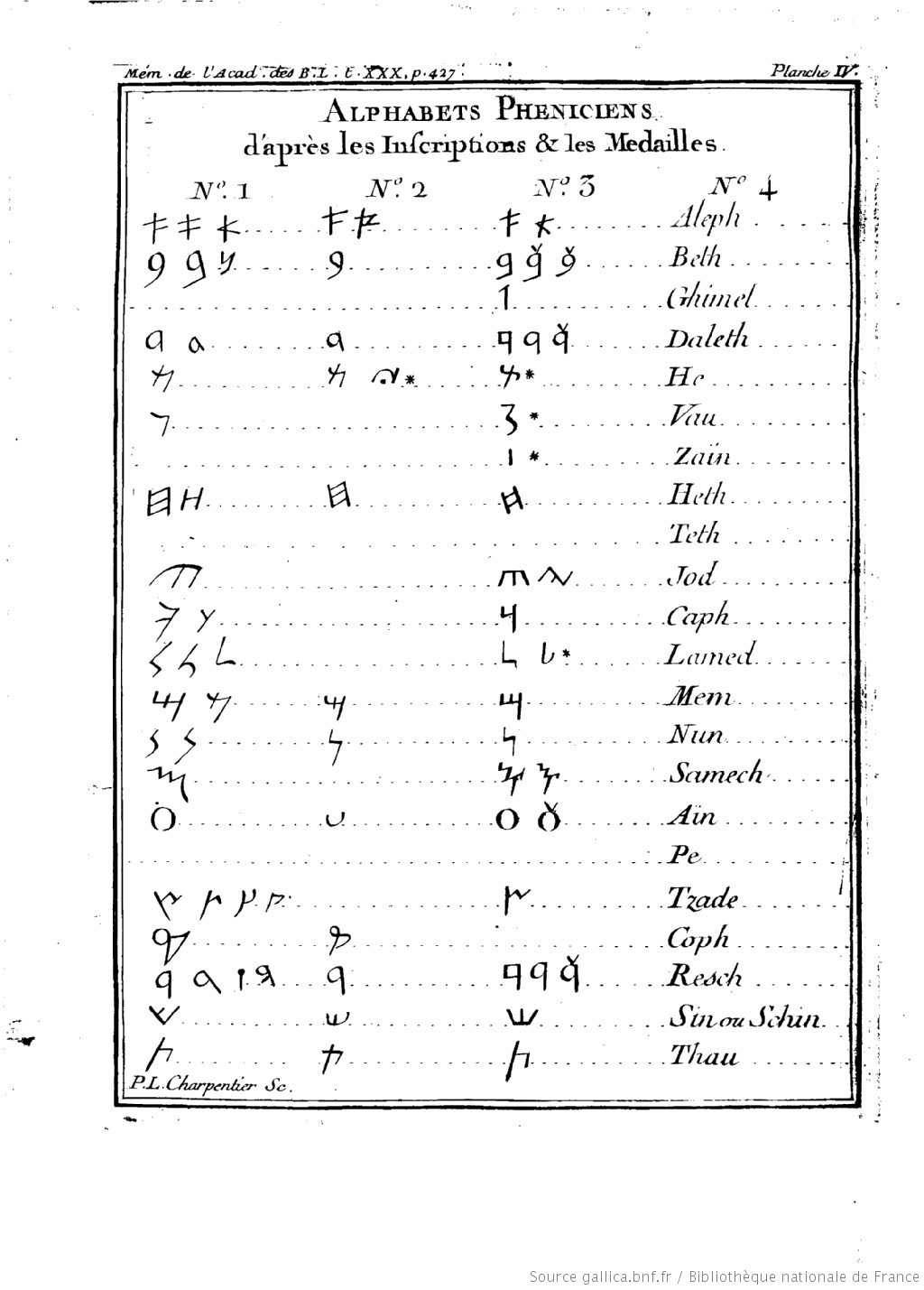
Alfabeto fenicio de Barthélémy
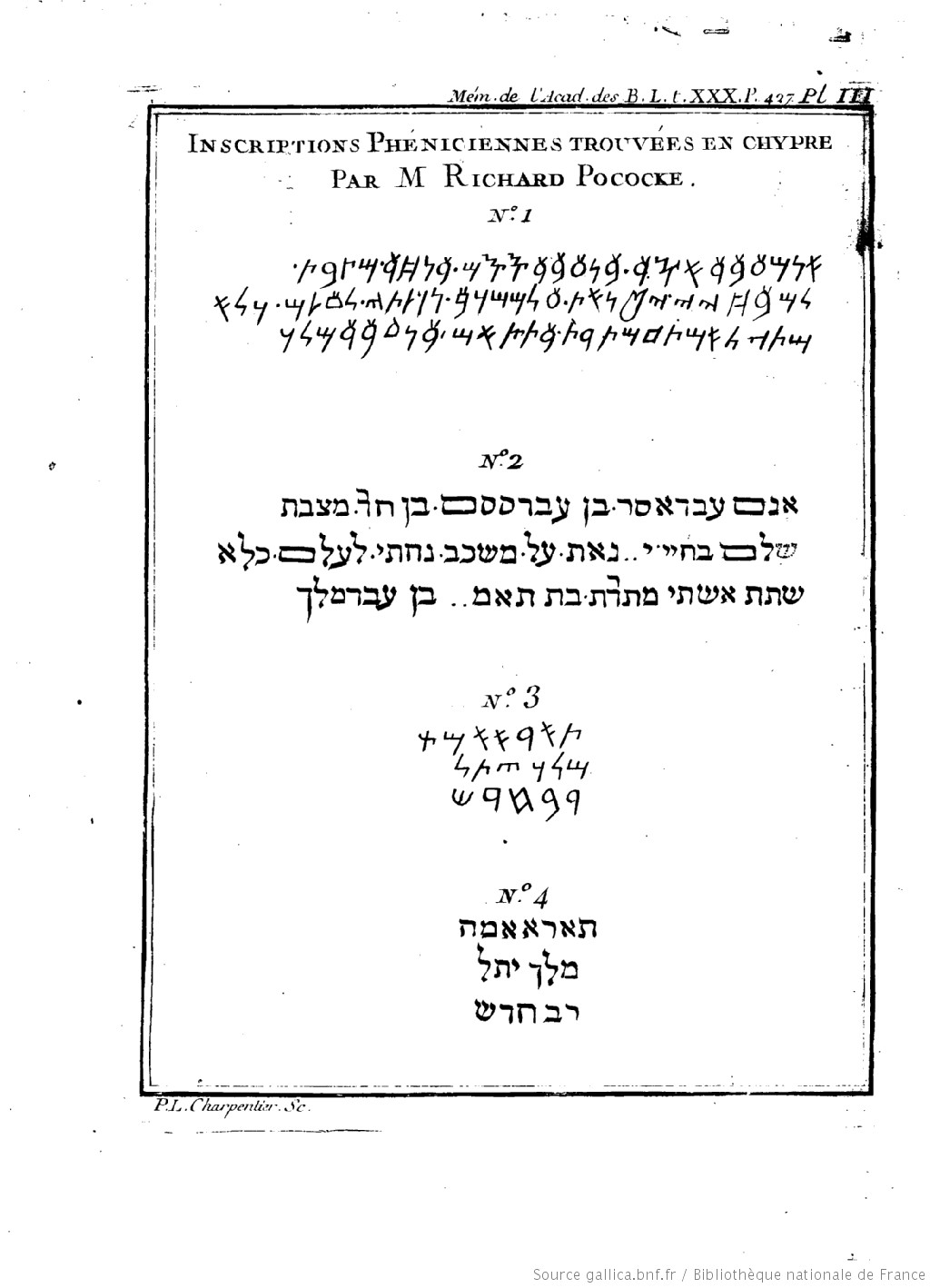
Inscripciones fenicias de Barthélémy
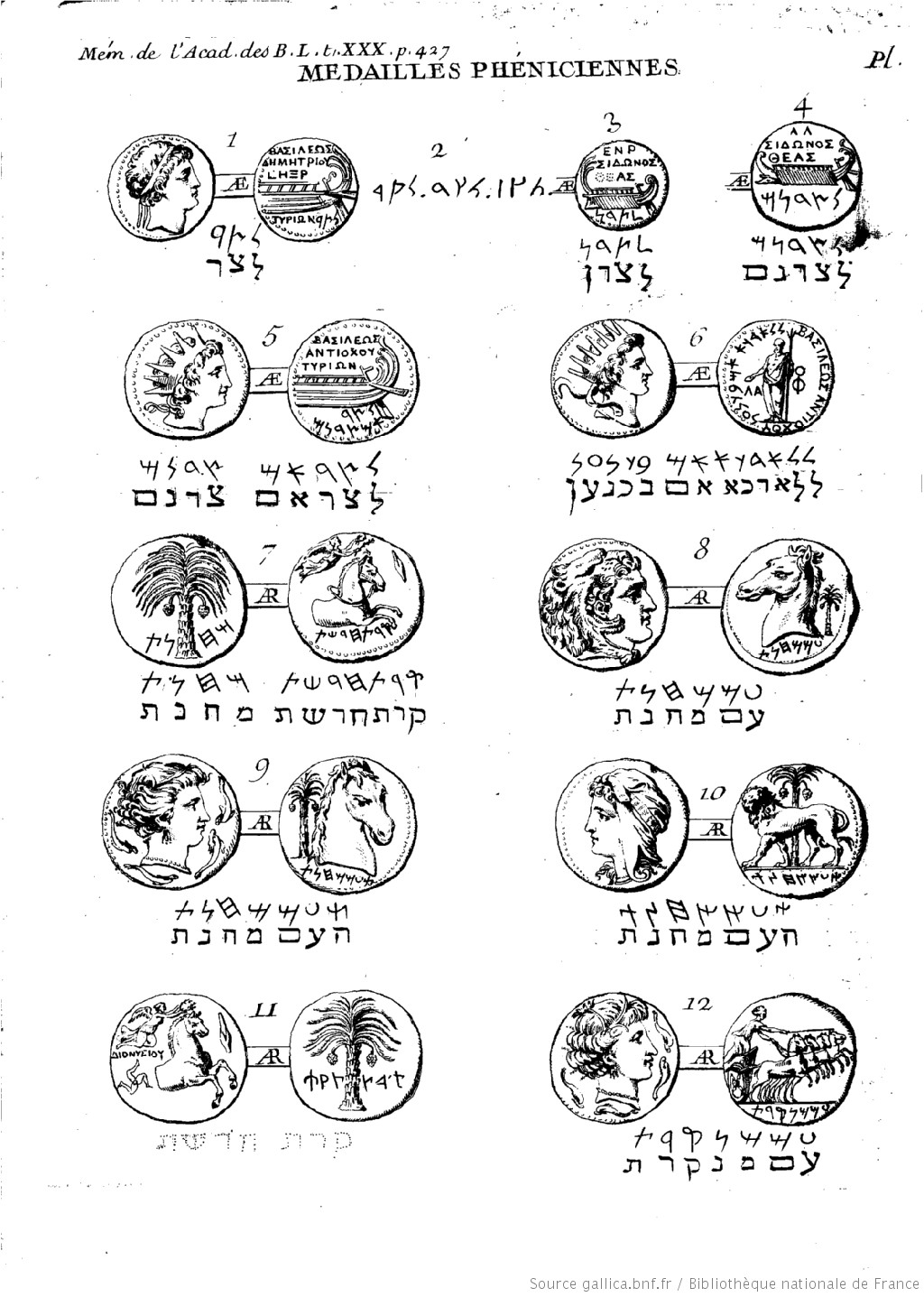
Medallas fenicias de Barthélémy